# Saint-Oyen
Saint-Oyen är en kommun i departementet Savoie i regionen Auvergne-Rhône-Alpes i sydöstra Frankrike. Kommunen ligger i kantonen Moûtiers som tillhör arrondissementet Albertville. År 2018 hade Saint-Oyen 211 invånare.

## Befolkningsutveckling
Antalet invånare i kommunen Saint-Oyen
| Referens: INSEE |